# Locked Down (2021)
Locked Down ist eine britische Heist-Beziehungskomödie von Regisseur Doug Liman, die in den Vereinigten Staaten am 14. Januar 2021 auf HBO Max veröffentlicht wurde und in Deutschland seit dem 1. August 2021 digital erhältlich ist. In den Hauptrollen sind Anne Hathaway und Chiwetel Ejiofor zu sehen.

## Handlung
Gerade als sich das Paar Linda und Paxton trennen wollte, wird im Zuge der COVID-19-Pandemie ein Lockdown verhängt, wodurch beide weiterhin gezwungenermaßen in ihrem Londoner Haus zusammenleben müssen. Schließlich entwickeln sie einen Plan, gemeinsam einen hochriskanten Juwelendiebstahl bei Harrods durchzuführen, der sie auch menschlich wieder näher zusammenbringen könnte.

## Produktion

### Entstehungsgeschichte

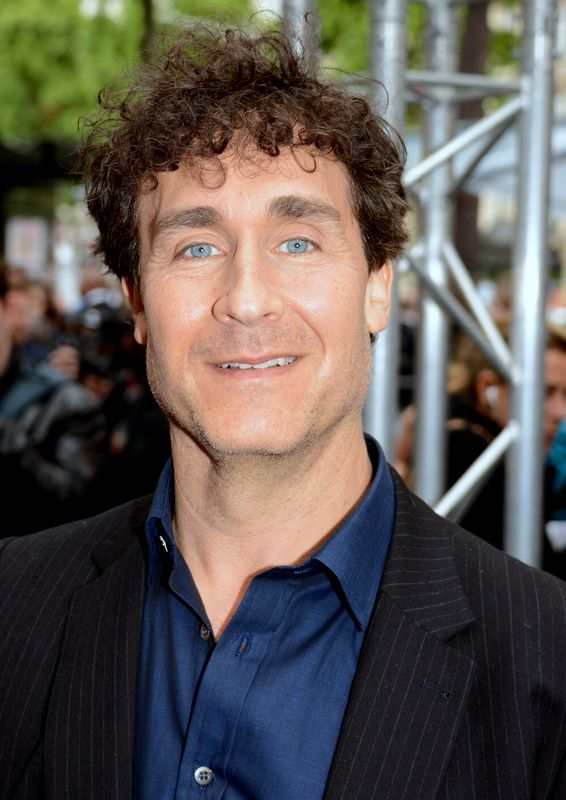
Regisseur Doug Liman verwirklichte den Film in weniger als vier Monaten.

Auf Anregung von Produzent P. J. van Sandwijk begannen der spätere Regisseur Doug Liman und Drehbuchautor Steven Knight am 1. Juli 2020 mit der Konzipierung des Filmes. Die Entwicklung des Projektes erfolgte dabei ausschließlich über Zoom, da sich Liman in Massachusetts und Knight in London aufhielt. Bis Mitte Juli 2020 hatten beide eine grobe Rahmenhandlung erarbeitet, wobei von Anfang an Heist-Elemente enthalten waren, die sinnbildlich für die Entfliehung der allgemeinen Situation stehen sollten. Nach dem Einstieg des Warenhauses Harrods im selben Monat begann Knight schließlich mit dem Schreiben eines konkreten Drehbuches. Im September 2020 wurde offiziell verkündet, dass Liman den in London spielenden Heist-Movie Locked Down inszenieren würde, bei dem Anne Hathaway in einer der beiden Hauptrollen zu sehen sei, während Sandwijk sowie Michael Lesslie für Storyteller Productions und Alison Winter als Produzenten fungierten. Zu dieser Zeit war das Drehbuch erst zur Hälfte fertig. Liman äußerte sich über den Film, Locked Down behandle nicht nur die aktuelle Situation, sondern sei gleichzeitig auch ein Produkt von ebendieser.
Das Budget des Filmes lag Berichten zufolge bei unter 10 Millionen US-Dollar, von denen zuvor mindestens fünf Millionen aus unabhängigen Quellen gesammelt wurden. Liman selbst gab an, dass die Summe der kompletten Produktionskosten mit einer „3“ beginne. Da das Budget so gering ausfiel, konnte die Produktion „eine Art Versicherung“ bekommen, die allerdings nicht vor pandemiebedingten Ausfällen schützte. Einen Teil der Finanzierung übernahmen auch die AGC Studios, die sich zusammen mit CAA Media Finance die weltweiten Vermarktungsrechte teilten. Ende September 2020 schlossen sich Chiwetel Ejiofor, Ben Stiller, Stephen Merchant, Mark Gatiss, Dulé Hill und dessen Ehefrau Jazmyn Simon der Besetzung an; im Folgemonat Ben Kingsley, Mindy Kaling und Lucy Boynton. Erst mit der Veröffentlichung des Filmes wurde die Beteiligung von Claes Bang, Sam Spruell und Frances Ruffelle bekannt. Alle Schauspieler hatten zum Zeitpunkt ihrer Verpflichtung noch kein fertiges Drehbuch erhalten. Stiller verkörpert den Vorgesetzten von Linda, für dessen Rolle er ausgewählt wurde, da die Figur wie er selbst Kinder im Teenager-Alter hat und Stiller mit seinen Kindern in Los Angeles im Lockdown festsaß.

### Dreharbeiten und Veröffentlichung

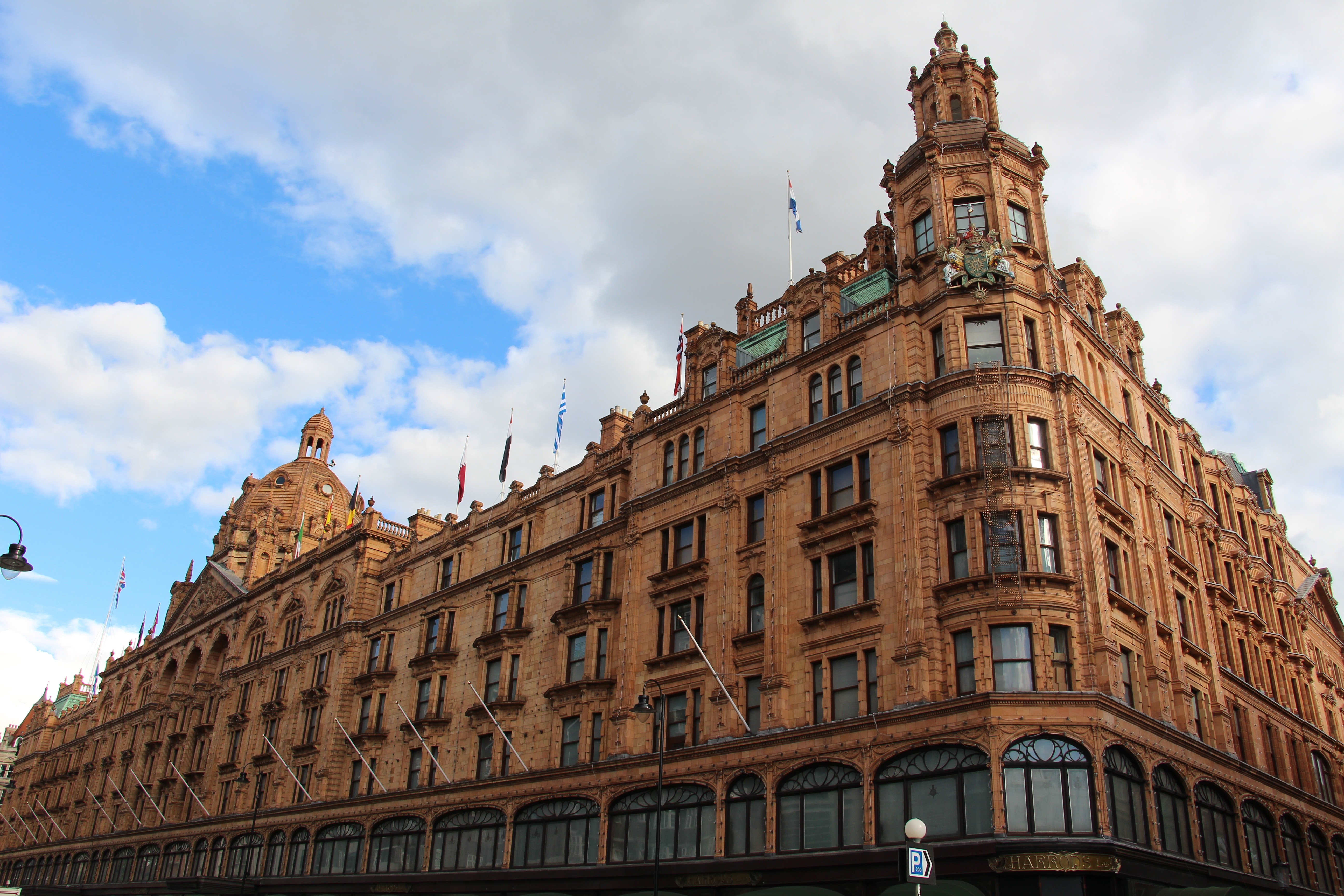
Zum ersten Mal diente das Warenhaus Harrods für einen Film als Kulisse.

Von der Entwicklung erster Konzepte für den Film bis zum Drehbeginn Ende September 2020 in London vergingen nicht einmal 90 Tage. Ein Grund für den schnellen Produktionsstart war unter anderem die Angst des Produktionsteams, dass ein erneuter Lockdown in London die Realisierung des Projektes gefährden könnte. Um an den Dreharbeiten im Vereinigten Königreich teilnehmen zu können, flog Regisseur Liman selbst mit einem Propellerflugzeug zwei Tage lang von Martha’s Vineyard nach London. Dabei legte er Zwischenlandungen auf Neufundland, in Narsarsuaq auf Grönland und auf Island ein, wo er auch übernachtete. Die Filmaufnahmen mit Kameramann Remi Adefarasin erfolgten aufgrund der COVID-19-Pandemie unter strengen Hygienemaßnahmen und mit Hygienekonzepten, die zuvor bereits bei größeren Filmproduktionen zum Einsatz kamen. So mussten beispielsweise alle Crewmitglieder Masken tragen. Außerdem wurde das Filmset in verschiedene Zonen aufgeteilt, in denen sich nur bestimmte Personengruppen aufhalten durften. Die Zonen waren ausschlaggebend dafür, dass die Dreharbeiten nicht pausiert werden mussten, nachdem sich Szenenbildnerin Laura Conway-Gordon in der ersten Produktionswoche mit SARS-CoV-2 infiziert hatte.
In der Nacht vom 22. Oktober 2020 entstanden auf Straßen in Knightsbridge, City of Westminster Motorradszenen mit einer Triumph. Ende Oktober wurden die Filmaufnahmen nach 18 Drehtagen, in denen täglich bis zu 18 Seiten des Drehbuches abgedreht wurden, abgeschlossen. Um dies zeitlich für die beiden Hauptdarsteller Hathaway und Ejiofor zu ermöglichen, wurden ihre Dialoge zur Unterstützung zum Teil auf dem Kostüm des jeweils anderen und an anderen Stellen am Filmset befestigt, da es beispielsweise durch Wetterumschwünge zu kurzfristigen Änderungen des Drehplanes kam. Kingsley, Stiller, Kaling und Hill nahmen ihre Szenen hingegen ausschließlich selbst per Laptop auf, wobei ihre Dialogzeilen allesamt noch aus dem allerersten Drehbuchentwurf stammten.
Das Warenhaus Harrods selbst diente zum ersten Mal für einen Film als Kulisse, was nur durch die pandemiebedingte Schließung des Einzelhandels ermöglichst wurde. Zuvor hatte man beim Kaufhaus mit einem unfertigen Drehbuch angefragt und angegeben, den Film nur zu verwirklichen, falls man eine Drehgenehmigung bekomme. Diese wurde bereits nach einer Woche erteilt, wobei Regisseur Liman anmerkte, dass es normalerweise Monate dauere, bis man eine Antwort von Harrods erhalte. Im Warenhaus wurden unter anderem die Food Halls sowie die Ausstellungsräume des Einzelhandels als Kulisse genutzt. Eine Drehgenehmigung für den Tresor wurde zunächst nicht erteilt, doch nachdem Szenenbildnerin Conway-Gordon diesen besichtigen und Fotos machen durfte, um ihn gegebenenfalls an anderer Stelle nachzubauen, wurde auch dem restlichen Filmteam der Zugang gestatten. Die einzige Bedingung war, dass man im Film nicht den genauen Standort des Tresors im Gebäude zeigen durfte. Durch die Zusammenarbeit mit Harrods waren unter anderem echte Mitarbeiter als Statisten tätig. Auch die Nachbarn von Linda und Paxton in der Portland Street in Westlondon waren keine Schauspieler, sondern Zivilisten, die zum Teil auf der Straße Gedichte vortrugen oder in ihren Gärten tanzten.
Anfang Dezember 2020 sicherte sich Warner. Bros die internationalen Vertriebsrechte, nachdem der Film zuvor im September auf dem virtuellen Toronto International Film Festival 2020 zum Kauf angeboten wurde. Ein Trailer wurde am 5. Januar 2021 veröffentlicht. Locked Down erschien in den Vereinigten Staaten am 14. Januar 2021 auf Warners hauseigenem Streamingdienst HBO Max. Im Vereinigten Königreich war hingegen zunächst ein Kinostart vorgesehen, ehe der Film am 11. März 2021 digital veröffentlicht wurde. In Deutschland ist der Film seit dem 1. August 2021 digital erhältlich; fünf Tage später wurde er zudem ins Programm von Sky Cinema aufgenommen.

## Synchronisation
Die deutschsprachige Synchronisation entstand nach einem Dialogbuch und unter der Dialogregie von Jan Odle bei FFS Film- & Fernseh-Synchron.
| Rolle         | Darsteller       | Synchronsprecher  |
| ------------- | ---------------- | ----------------- |
| Linda Thurman | Anne Hathaway    | Marie Bierstedt   |
| Paxton Riggs  | Chiwetel Ejiofor | Torben Liebrecht  |
| David         | Dulé Hill        | Dominik Auer      |
| Maria         | Jazmyn Simon     | Andrea Wick       |
| Kerl          | Ben Stiller      | Oliver Rohrbeck   |
| Malcolm       | Ben Kingsley     | Gudo Hoegel       |
| Donald        | Mark Gatiss      | Thomas Nero Wolff |
| Essien        | Claes Bang       | Manou Lubowski    |
| Mark          | Marek Larwood    | Alexander Brem    |

## Rezeption

### Altersfreigabe
In den Vereinigten Staaten erhielt der Film von der MPA ein R-Rating aufgrund der Sprache und Drogenthematiken. In Deutschland erhielt der Film von der FSK eine Freigabe ab 12 Jahren.

### Kritiken
Locked Down konnte auf Rotten Tomatoes 41 % der Kritiker überzeugen und erhielt auf Metacritic einen Metascore von 42 von 100 möglichen Punkten.
Owen Gleiberman zieht in seiner Kritik für Variety ein positives Fazit. Locked Down verliere nie seinen leichten, unterschwellig witzigen, aber auch distanzierten Ton, kreiere passend eine tote Atmosphäre und sei unterhaltsam, wenn er die nunmehr alltäglichen Corona-Gewohnheiten verspotte. Darüber hinaus seien die schauspielerischen Leistungen durchweg solide. Nicht nur könne der Film mit lässigen Cameos wie von Ben Stiller, Mindy Kaling oder Claes Bang punkten, auch die Gegensätzlichkeit vom bodenständigen Paxton und der eher aufgedrehten Linda werde gut herausgearbeitet. Dies sei vor allem einem sehr ausführlichem Drehbuch von Steven Knight zu verdanken, das den Hauptfiguren Angriffsfläche gebe, zum Teil aber auch einen unangenehme Mischung aus Intimität und Inszenierung erzeuge. Schließlich entwickle sich der Film von einem Psychodrama zu einem Heist-Movie im Stile von Logan Lucky. Auch wenn der Plan nicht an allen Stellen überzeugend sei, mache Regisseur Doug Liman einen guten Job und bei der Komödie, die gerade im Kontext der COVID-19-Pandemie funktioniere. Als Fazit zieht Gleiberman, die Botschaft von Locked Down sei, man solle vernünftig sein, aber auch seine innere Verrücktheit zeigen und sich seiner räumlichen Eingeschränktheit stellen.
Auch David Ehrlich von IndieWire kommt zu einem positiven Urteil und attestiert Locked Down ein mit Banalitäten gefülltes, cleveres und in sich abgeschlossenen Drehbuch, auch wenn dieses sich immer noch wie ein erster Entwurf anfühle. So gehe durch das teilweise leicht chaotische Skript gelegentlich die Energie der im Mittelpunkt stehenden Romanze verloren; trotzdem verkörpere Anne Hathaway die Zerbrechlichkeit ihrer Figur überzeugend und charmant, auch wenn das Drehbuch nicht die ganz große Tiefe zulasse. Zwischen den Beziehungsszenen gebe es einige Szenen mit Zoom-Telefonaten, die den Film durchatmen lassen und die bekannten Erfahrungen und drastischen Veränderungen innerhalb der Pandemie realistisch darstellen würden, aber auch nicht weiter von großer Bedeutung seien. Auch der im Anschluss folgende Überfall sei eher unterdurchschnittlich, da er von zu vielen Zufällen abhänge. Trotzdem urteilt Ehrlich, Locked Downs große Stärke sei, dass der leichte und gutmütige Film nicht zu sehr auf die Pandemie eingehe und sie nur als Kulisse, aber nicht als Thema benutze. So sei sie ein passender Hintergrund für Fragen über vermeintlich selbstverständliche Freiheit und die Grenzen, die es im Leben für einen gebe.
Deutlich kritischer steht Benjamin Lee vom Guardian dem Film gegenüber und kommt in seiner Kritik zu einem vernichtenden Urteil. Für ihn sei Locked Down bereits zu Jahresbeginn ein Anwärter auf den schlechtesten Film des Jahres. Er mache keinen Spaß, kaum ein Witz zünde, ohne die Pandemie gäbe es eine unerträgliche Langeweile und so seien die fast zwei Stunden Laufzeit auch deutlich zu lang. Des Weiteren sei das Drehbuch von Knight überschrieben und nicht richtig entwickelt, wobei man merke, dass es an Zeit und Sorgfalt gefehlt habe. So sei Locked Down nur eine langweilige Ansammlung von halbdurchdachten Ideen, die schlampig geschrieben und zusammengewürfelt wurden. Auch Regisseur Liman schaffe es nicht, einen stimmigen und unterhaltsamen Film zu kreieren, wie er es einst bei dem sehr ähnlichen Genrevertreter Mr. & Mrs. Smith geschafft habe. Das Resultat seien unbeholfene und wenig intelligente Dialoge in fast jeder Szene und eine völlig falsche Kritik am Lockdown als notwendige Sicherheitsmaßnahme. Auch der Überfall sei nicht aufregend und biete stattdessen eher unverständliche und bizarre Logiklöcher. Einzig positiv seien die Darbietungen der beiden Hauptdarsteller, die hart daran arbeiten würden, mit ihrem jeweiligen Charme dem Film Glanz zu verleihen. Dies funktioniere jedoch nicht, da ihre Figuren nicht wie echte Menschen wirken würden, wodurch auch die Romantik des Filmes tot sei. Als Fazit zieht Lee, Locked Down sei peinlich, zum Vergessen und eine überflüssige Verschwendung von Zeit, Geld, Energie und Ressourcen.
Zu einem ähnlichen Fazit gelangt Richard Lawson von Vanity Fair, für den das Drehbuch möglicherweise auf einer Theaterbühne funktionieren könne, nicht jedoch in einem Film. Locked Down sei zu Beginn eine langweilige Abhandlung über vereitelte Männlichkeit und verschwendete Jugend, wobei Drehbuchautor Knight versucht habe, mit Kapitalismuskritik auch die sozial und politisch bewussten Zuschauer anzusprechen. Die Thematiken seien allerdings altbekannt, klischeehaft und würden so wirken, als hätte man sie irgendwo hergenommen und sie für die COVID-19-Pandemie umfunktioniert. Die Dialoge würden kein Einfühlungsvermögen beweisen, sondern nur mit Wut, Empörung sowie existentiellen Ängsten daherkommen und schließlich den Lockdown als „idiotisch“ bezeichnen. Beide Hauptdarsteller würden zwar ihr Bestmögliches versuchen, um die Geschichte als realistisch zu verkaufen, letztendlich sei aber alles nur eine Kulisse, um Kritik am modernen Leben äußern zu können.